# Front Line Assembly
A Front Line Assembly nevű kanadai elektronikus zene/indusztriális metal zenekar 1986-ban alakult meg Vancouverben.
Pályafutásuk alatt 16 nagylemezt, három koncertalbumot, tizenkét válogatáslemezt, két soundtrack albumot, két demót, és négy remix albumot/EP-t dobtak piacra. Sokan a legjobb és legkülönlegesebb zenekarnak tartják a FLA-t. Többször is felléptek Magyarországon, először 2007-ben, a Petőfi Csarnokban. 2010-ben másodszor jártak nálunk, a Diesel Clubban, a Leaether Strippel együtt. 2011-ben harmadszor koncerteztek nálunk, az A38 Hajón. 2013-ban a Zöld Pardonban is koncerteztek, negyedik alkalommal, a német Haujobb-al és a szintén kanadai Ivardensphere-rel együtt. 2016-ban ötödször is eljutottak hozzánk, ekkor a Dürer Kertben játszottak, a Noisy Deafness-szel és a First Aid 4 Souls-szal (utóbbi kettő magyar együttes). 2018 augusztusában hatodik alkalommal is tiszteletüket tették itthon, a német Die Krupps-szal együtt. Ekkor megint az A38-on játszottak. A sorozatos koncertezésnek köszönhetően itthon is kisebb rajongótábort szerzett magának a zenekar.

## Tagok
- Bill Leeb – ének, szintetizátor, billentyűk, ütős hangszerek (1986–)
- Rhys Fulber – szintetizátor, billentyűk, programozás, ütős hangszerek (1989–1997, 2003–2006, 2014–)
- Jon Siren – dob (2017–)
- Tim Skold – gitár, billentyűk (2021-)

### Korábbi tagok
- Michael Balch - szintetizátor, billentyűk, programozás, producer (1987–1989)
- Chris Peterson - szintetizátor, billentyűk, programozás, ütős hangszerek (stúdióban: 1997–2001, 2005–2010; (koncertekrn: 1991–1993, 1998–1999, 2002, 2006–2007)
- Jeremy Inkel - szintetizátor, billentyűk, programozás, ütős hangszerek (2005–2017, 2006–2016; 2018-ban elhunyt)
- Jared Slingerland – gitár, billentyűk, szintetizátor, programozás, ütős hangszerek (stúdióban 2005–től 2016-ig, koncerteken 2006–tól 2015-ig)
- Adrian White - dob (koncerteken)
- Jason Bazinet - dob (2010–2017)
- Jeff Swearengin - szintetizátor, elektronika, sample (2017–2021)

## Diszkográfia
- The Initial Command (1987)
- State of Mind (1988)
- Corrosion (1988)
- Disorder (1988)
- Gashed Senses and Crossfire (1989)
- Caustic Grip (1990)
- Tactical Neural Implant (1992)
- Millenium (1994)
- Hard Wired (1995)
- (FLA)vour of the Week (1997)
- Implode (1999)
- Epitaph (2001)
- Civilization (2004)
- Artificial Soldier (2006)
- Improvized Electronic Device (2010)
- Echogenetic (2013)
- WarMech (soundtrack album, 2018)
- Wake Up the Coma (2019)
- Mechanical Soul (2021)